# National Union of Women's Suffrage Societies
L'Unione Nazionale delle Società per il Suffragio Femminile (in inglese National Union of Women's Suffrage Societies, abbreviato NUWSS) fu un'organizzazione britannica fondata nel 1897 per coordinare i movimenti per il suffragio femminile nel Regno Unito. È anche nota come il movimento delle suffragiste, da non confondere con le suffragette, che adottarono metodi più militanti.
Nel marzo 1919, dopo l’estensione del voto alle donne, l'organizzazione cambiò nome in National Union of Societies for Equal Citizenship (NUSEC), continuando la propria attività per i diritti civili e l’uguaglianza di genere.

## Storia

### Fondazione
La NUWSS venne formalmente costituita il 14 ottobre 1897, durante un incontro tra rappresentanti di diverse società suffragiste tenutosi a Birmingham nel 1896. Fu creata unendo due precedenti organizzazioni: la National Central Society for Women's Suffrage e il Central Committee of the National Society for Women's Suffrage, originariamente separate dal 1888.

### Organizzazione e principi
La NUWSS era guidata da Millicent Fawcett, che ne fu presidente dal 1898 al 1919. Era un'organizzazione non violenta e democratica, che mirava a ottenere il diritto di voto per le donne attraverso mezzi legali e pacifici, come il sostegno a disegni di legge parlamentari e la promozione pubblica del suffragio.
L’obiettivo dell’unione era ottenere il suffragio “agli stessi termini su cui era, o poteva essere, concesso agli uomini”. Ammetteva anche membri maschi, ma tutte le posizioni direttive erano riservate a donne.
Nel 1903, una frangia più radicale si staccò per formare la Women’s Social and Political Union (WSPU), sotto la guida di Emmeline Pankhurst e sua figlia Christabel.

### Crescita del movimento
Nonostante la separazione con la WSPU, la NUWSS continuò a crescere: nel 1914 contava circa 54.000 membri e numerose sedi locali in tutto il Regno Unito.
Nel 1907 organizzò la sua prima grande manifestazione pubblica, la cosiddetta Mud March. Nel 1909 fondò il proprio giornale, The Common Cause, diretto da Helen Swanwick e finanziato da Margaret Ashton.
Nel 1913 organizzò un pellegrinaggio pacifico a Londra, culminato in un comizio a Hyde Park con 50.000 partecipanti, per richiedere il suffragio direttamente al primo ministro Herbert Asquith.

## Rapporti politici
Fino al 1912, la NUWSS rimase neutrale rispetto ai partiti politici, sostenendo singoli candidati favorevoli al suffragio femminile. Tuttavia, dopo il fallimento del Conciliation Bill del 1911, cominciò ad appoggiare apertamente candidati del Partito Laburista, attraverso la creazione del Election Fighting Fund (EFF), guidato da Catherine Marshall.
Millicent Fawcett, inizialmente liberale, si allontanò progressivamente dal suo partito di origine a causa delle continue dilazioni parlamentari sul voto alle donne.

## Durante la Prima Guerra Mondiale
Durante il conflitto, l’organizzazione si divise tra chi sosteneva l’intervento bellico e chi lo avversava. Alcune esponenti, come Catherine Marshall e Helen Swanwick, lasciarono l'organizzazione per aderire al pacifismo.
La NUWSS sospese le campagne per il voto e si dedicò ad attività di soccorso, creando un registro dell’impiego e finanziando ospedali gestiti interamente da donne, come gli Scottish Women’s Hospitals for Foreign Service, attivi in Francia.

## Dopo la guerra
Nel marzo 1919, la NUWSS cambiò nome in National Union of Societies for Equal Citizenship (NUSEC), sotto la direzione di Eleanor Rathbone. L’organizzazione si batté per l’estensione totale del suffragio femminile, raggiunto nel 1928 con il Representation of the People (Equal Franchise) Act.
In seguito, la NUSEC si divise in due organizzazioni:
- il National Council for Equal Citizenship, dedicato ai diritti civili,
- la Union of Townswomen’s Guilds, focalizzata sull’educazione e il benessere delle donne.

## Membri di rilievo
Alcuni membri illustri della NUWSS includono:
- Millicent Fawcett
- Margery Corbett Ashby
- Catherine Marshall
- Margaret Ashton
- Vera Brittain
- Eleanor Rathbone
- Helen Fraser
- Louisa Martindale
- Chrystal Macmillan
- Ada Nield Chew
- Ethel Bentham
- Evelyn Sharp
- Ellen Wilkinson

## Archivi e fonti
Gli archivi della NUWSS e della NUSEC sono conservati presso:
- The Women's Library, London School of Economics (ref. 2NWS)
- John Rylands Library, Manchester (ref. NUWS)

Molte testimonianze orali sono raccolte nel progetto Suffrage Interviews, a cura di Brian Harrison.

## Commemorazione
Nel 2022, English Heritage ha annunciato l’apposizione di una placca blu (blue plaque) nel luogo in cui si trovava la sede storica della NUWSS a Westminster, attiva negli anni precedenti al Representation of the People Act del 1918.